# Tour de Abu Dhabi de 2016
O Tour de Abu Dhabi de 2016 foi a 2ª edição da concorrência de ciclismo de estrada masculino que se disputou entre 20 e 23 de outubro de 2016 entre a cidade capital de Abu Dabi, (Emirados Árabes Unidos) sobre um percurso de 555 km.
Faz parte do UCI Asia Tour em sua máxima categoria 2.hc.

## Equipas participantes
Tomaram parte na carreira 18 equipas: 11 de categoria UCI ProTeam convidados pela organização; 4 de categoria Profissional Continental; e 3 de categoria Continental. Formando assim um pelotão de 108 ciclistas dos que acabaram xxx. As equipas participantes foram:
| Equipes WorldTeam (11)- Astana - BMC Racing Team - Lampre-Merida - Lotto-Soudal - Movistar Team - Orica-BikeExchange - Dimension Data - Giant-Alpecin - Sky - Tinkoff - Trek-Segafredo Equipes profissionais Continentais (4)- CCC Sprandi Polkowice - Gazprom-RusVelo - ONE Pro Cycling - Wilier Triestina-Southeast Equipes Continentais (3)- Minsk Cycling Club - Al Nasr-Dubai - Wiggins |
| |

## Percorrido
O Tour de Abu Dhabi dispôs de um percurso total de 555 quilómetros iniciando com a jornada inaugural em Madinat Zayed sobre 147 km com mal uma pequena cota, Liwa, a uns 60 km do final. Depois para a segunda etapa sobre um percurso mais urbano de 115 km, com final na Marina de Abu Dhabi, para o terceiro dia o pelotão enfrentará a etapa rainha com a grande ascensão a Jebel Hafeet com 10,4 quilómetros ao 6,9% para aqueles a quem ainda lhes reste uma grama de força nas pernas a estas alturas do ano. O fechamento da última etapa serão as 26 voltas ao Circuito de Yas Marina de Fórmula 1, como já ocorreu na edição de 2015.
| Etapa | Data    | Percurso                                        | type           | Distância (km) | Vencedor        | Líder geral     |
| ----- | ------- | ----------------------------------------------- | -------------- | -------------- | --------------- | --------------- |
| 1     | 20 out. | Madinat Zayed – Madinat Zayed                   | etapa plana    | 147            | Giacomo Nizzolo | Giacomo Nizzolo |
| 2     | 21 out. | Abu Dhabi – Abu Dhabi                           | etapa plana    | 115            | Mark Cavendish  | Mark Cavendish  |
| 3     | 22 out. | Al Ain – Jabal Hafit                            | média montanha | 150            | Tanel Kangert   | Tanel Kangert   |
| 4     | 23 out. | Circuito de Yas Marina – Circuito de Yas Marina | etapa plana    | 143            | Mark Cavendish  | Tanel Kangert   |

## Desenvolvimento da carreira

### Etapa 1
| \| Classificação por etapas \| Classificação por etapas \| Classificação por etapas \| Classificação por etapas \| Classificação por etapas \| \| Ciclista \| Ciclista \| Equipe \| Tempo \| \| \| ------------------------ \| ------------------------ \| ------------------------ \| ------------------------ \| ------------------------ \| \| 1. \| Giacomo Nizzolo \| Trek-Segafredo \| 3h15m59s \| \| \| 2. \| John Degenkolb \| Giant-Alpecin \| + 0s \| \| \| 3. \| Mark Cavendish \| Dimension Data \| + 0s \| \| \| 4. \| Magnus Cort \| Orica-BikeExchange \| + 0s \| \| \| 5. \| Christopher Latham \| Team Wiggins \| + 0s \| \| \| 6. \| Michal Kolář \| Tinkoff \| + 0s \| \| \| 7. \| Roman Maikin \| Gazprom-RusVelo \| + 0s \| \| \| 8. \| Marco Coledan \| Trek-Segafredo \| + 0s \| \| \| 9. \| Jean-Pierre Drucker \| BMC Racing Team \| + 0s \| \| \| 10. \| Ramon Sinkeldam \| Giant-Alpecin \| + 0s \| \| |                     |                    |          |
| |                     |                    |          |
| Fontes: ProCyclingStats Cycling Quotient Cycling Archives |                     |                    |          |
| Classificação por etapas |                     |                    |          |
| Ciclista | Ciclista            | Equipe             | Tempo    |
| 1. | Giacomo Nizzolo     | Trek-Segafredo     | 3h15m59s |
| 2. | John Degenkolb      | Giant-Alpecin      | + 0s     |
| 3. | Mark Cavendish      | Dimension Data     | + 0s     |
| 4. | Magnus Cort         | Orica-BikeExchange | + 0s     |
| 5. | Christopher Latham  | Team Wiggins       | + 0s     |
| 6. | Michal Kolář        | Tinkoff            | + 0s     |
| 7. | Roman Maikin        | Gazprom-RusVelo    | + 0s     |
| 8. | Marco Coledan       | Trek-Segafredo     | + 0s     |
| 9. | Jean-Pierre Drucker | BMC Racing Team    | + 0s     |
| 10. | Ramon Sinkeldam     | Giant-Alpecin      | + 0s     |

| \| Classificação geral \| Classificação geral \| Classificação geral \| Classificação geral \| Classificação geral \| \| Ciclista \| Ciclista \| Equipe \| Tempo \| \| \| ------------------- \| ------------------- \| ------------------- \| ------------------- \| ------------------- \| \| 1. \| Giacomo Nizzolo \| Trek-Segafredo \| 3h15m49s \| \| \| 2. \| John Degenkolb \| Giant-Alpecin \| + 4s \| \| \| 3. \| Mark Cavendish \| Dimension Data \| + 6s \| \| \| 4. \| Jens Keukeleire \| Orica-BikeExchange \| + 7s \| \| \| 5. \| Dion Smith \| ONE Pro Cycling \| + 9s \| \| \| 6. \| Magnus Cort \| Orica-BikeExchange \| + 10s \| \| \| 7. \| Christopher Latham \| Team Wiggins \| + 10s \| \| \| 8. \| Michal Kolář \| Tinkoff \| + 10s \| \| \| 9. \| Roman Maikin \| Gazprom-RusVelo \| + 10s \| \| \| 10. \| Marco Coledan \| Trek-Segafredo \| + 10s \| \| |                    |                    |          |
| |                    |                    |          |
| Fontes: ProCyclingStats Cycling Quotient Cycling Archives |                    |                    |          |
| Classificação geral |                    |                    |          |
| Ciclista | Ciclista           | Equipe             | Tempo    |
| 1. | Giacomo Nizzolo    | Trek-Segafredo     | 3h15m49s |
| 2. | John Degenkolb     | Giant-Alpecin      | + 4s     |
| 3. | Mark Cavendish     | Dimension Data     | + 6s     |
| 4. | Jens Keukeleire    | Orica-BikeExchange | + 7s     |
| 5. | Dion Smith         | ONE Pro Cycling    | + 9s     |
| 6. | Magnus Cort        | Orica-BikeExchange | + 10s    |
| 7. | Christopher Latham | Team Wiggins       | + 10s    |
| 8. | Michal Kolář       | Tinkoff            | + 10s    |
| 9. | Roman Maikin       | Gazprom-RusVelo    | + 10s    |
| 10. | Marco Coledan      | Trek-Segafredo     | + 10s    |

### Etapa 2
| \| Classificação por etapas \| Classificação por etapas \| Classificação por etapas \| Classificação por etapas \| Classificação por etapas \| \| Ciclista \| Ciclista \| Equipe \| Tempo \| \| \| ------------------------ \| ------------------------ \| -------------------------- \| ------------------------ \| ------------------------ \| \| 1. \| Mark Cavendish \| Dimension Data \| 2h32m21s \| \| \| 2. \| Elia Viviani \| Team Sky \| + 0s \| \| \| 3. \| Andrea Guardini \| Astana \| + 0s \| \| \| 4. \| Jakub Mareczko \| Wilier Triestina-Southeast \| + 0s \| \| \| 5. \| Jean-Pierre Drucker \| BMC Racing Team \| + 0s \| \| \| 6. \| Giacomo Nizzolo \| Trek-Segafredo \| + 0s \| \| \| 7. \| Christopher Latham \| Team Wiggins \| + 0s \| \| \| 8. \| Michal Kolář \| Tinkoff \| + 0s \| \| \| 9. \| Steele Von Hoff \| ONE Pro Cycling \| + 0s \| \| \| 10. \| Magnus Cort \| Orica-BikeExchange \| + 0s \| \| |                     |                            |          |
| |                     |                            |          |
| Fonte: ProCyclingStats |                     |                            |          |
| Classificação por etapas |                     |                            |          |
| Ciclista | Ciclista            | Equipe                     | Tempo    |
| 1. | Mark Cavendish      | Dimension Data             | 2h32m21s |
| 2. | Elia Viviani        | Team Sky                   | + 0s     |
| 3. | Andrea Guardini     | Astana                     | + 0s     |
| 4. | Jakub Mareczko      | Wilier Triestina-Southeast | + 0s     |
| 5. | Jean-Pierre Drucker | BMC Racing Team            | + 0s     |
| 6. | Giacomo Nizzolo     | Trek-Segafredo             | + 0s     |
| 7. | Christopher Latham  | Team Wiggins               | + 0s     |
| 8. | Michal Kolář        | Tinkoff                    | + 0s     |
| 9. | Steele Von Hoff     | ONE Pro Cycling            | + 0s     |
| 10. | Magnus Cort         | Orica-BikeExchange         | + 0s     |

| \| Classificação geral \| Classificação geral \| Classificação geral \| Classificação geral \| Classificação geral \| \| Ciclista \| Ciclista \| Equipe \| Tempo \| \| \| ------------------- \| ------------------- \| ------------------- \| ------------------- \| ------------------- \| \| 1. \| Mark Cavendish \| Dimension Data \| 5h48m06s \| \| \| 2. \| Giacomo Nizzolo \| Trek-Segafredo \| + 4s \| \| \| 3. \| Jens Keukeleire \| Orica-BikeExchange \| + 5s \| \| \| 4. \| Elia Viviani \| Team Sky \| + 8s \| \| \| 5. \| John Degenkolb \| Giant-Alpecin \| + 8s \| \| \| 6. \| Andrea Guardini \| Astana \| + 10s \| \| \| 7. \| Dion Smith \| ONE Pro Cycling \| + 10s \| \| \| 8. \| Christopher Latham \| Team Wiggins \| + 14s \| \| \| 9. \| Jean-Pierre Drucker \| BMC Racing Team \| + 14s \| \| \| 10. \| Michal Kolář \| Tinkoff \| + 14s \| \| |                     |                    |          |
| |                     |                    |          |
| Fonte: ProCyclingStats |                     |                    |          |
| Classificação geral |                     |                    |          |
| Ciclista | Ciclista            | Equipe             | Tempo    |
| 1. | Mark Cavendish      | Dimension Data     | 5h48m06s |
| 2. | Giacomo Nizzolo     | Trek-Segafredo     | + 4s     |
| 3. | Jens Keukeleire     | Orica-BikeExchange | + 5s     |
| 4. | Elia Viviani        | Team Sky           | + 8s     |
| 5. | John Degenkolb      | Giant-Alpecin      | + 8s     |
| 6. | Andrea Guardini     | Astana             | + 10s    |
| 7. | Dion Smith          | ONE Pro Cycling    | + 10s    |
| 8. | Christopher Latham  | Team Wiggins       | + 14s    |
| 9. | Jean-Pierre Drucker | BMC Racing Team    | + 14s    |
| 10. | Michal Kolář        | Tinkoff            | + 14s    |

### Etapa 3
| \| Classificação por etapas \| Classificação por etapas \| Classificação por etapas \| Classificação por etapas \| Classificação por etapas \| \| Ciclista \| Ciclista \| Equipe \| Tempo \| \| \| ------------------------ \| ------------------------ \| ------------------------ \| ------------------------ \| ------------------------ \| \| 1. \| Tanel Kangert \| Astana \| 3h31m31s \| \| \| 2. \| Nicolas Roche \| Team Sky \| + 17s \| \| \| 3. \| Mekseb Debesay \| Dimension Data \| + 33s \| \| \| 4. \| Diego Ulissi \| Lampre-Merida \| + 33s \| \| \| 5. \| Alberto Contador \| Tinkoff \| + 50s \| \| \| 6. \| Vincenzo Nibali \| Astana \| + 50s \| \| \| 7. \| Julien Bernard \| Trek-Segafredo \| + 52s \| \| \| 8. \| Ben Hermans \| BMC Racing Team \| + 1m19s \| \| \| 9. \| Martijn Tusveld \| Giant-Alpecin \| + 1m28s \| \| \| 10. \| Jesper Hansen \| Tinkoff \| + 1m28s \| \| |                  |                 |          |
| |                  |                 |          |
| Fonte: ProCyclingStats |                  |                 |          |
| Classificação por etapas |                  |                 |          |
| Ciclista | Ciclista         | Equipe          | Tempo    |
| 1. | Tanel Kangert    | Astana          | 3h31m31s |
| 2. | Nicolas Roche    | Team Sky        | + 17s    |
| 3. | Mekseb Debesay   | Dimension Data  | + 33s    |
| 4. | Diego Ulissi     | Lampre-Merida   | + 33s    |
| 5. | Alberto Contador | Tinkoff         | + 50s    |
| 6. | Vincenzo Nibali  | Astana          | + 50s    |
| 7. | Julien Bernard   | Trek-Segafredo  | + 52s    |
| 8. | Ben Hermans      | BMC Racing Team | + 1m19s  |
| 9. | Martijn Tusveld  | Giant-Alpecin   | + 1m28s  |
| 10. | Jesper Hansen    | Tinkoff         | + 1m28s  |

| \| Classificação geral \| Classificação geral \| Classificação geral \| Classificação geral \| Classificação geral \| \| Ciclista \| Ciclista \| Equipe \| Tempo \| \| \| ------------------- \| ------------------- \| ------------------- \| ------------------- \| ------------------- \| \| 1. \| Tanel Kangert \| Astana \| 9h19m44s \| \| \| 2. \| Nicolas Roche \| Team Sky \| + 21s \| \| \| 3. \| Diego Ulissi \| Lampre-Merida \| + 43s \| \| \| 4. \| Vincenzo Nibali \| Astana \| + 1m00s \| \| \| 5. \| Alberto Contador \| Tinkoff \| + 1m00s \| \| \| 6. \| Julien Bernard \| Trek-Segafredo \| + 1m02s \| \| \| 7. \| Ben Hermans \| BMC Racing Team \| + 1m29s \| \| \| 8. \| Martijn Tusveld \| Giant-Alpecin \| + 1m38s \| \| \| 9. \| Winner Anacona \| Movistar Team \| + 1m38s \| \| \| 10. \| Jesper Hansen \| Tinkoff \| + 1m38s \| \| |                  |                 |          |
| |                  |                 |          |
| Fonte: ProCyclingStats |                  |                 |          |
| Classificação geral |                  |                 |          |
| Ciclista | Ciclista         | Equipe          | Tempo    |
| 1. | Tanel Kangert    | Astana          | 9h19m44s |
| 2. | Nicolas Roche    | Team Sky        | + 21s    |
| 3. | Diego Ulissi     | Lampre-Merida   | + 43s    |
| 4. | Vincenzo Nibali  | Astana          | + 1m00s  |
| 5. | Alberto Contador | Tinkoff         | + 1m00s  |
| 6. | Julien Bernard   | Trek-Segafredo  | + 1m02s  |
| 7. | Ben Hermans      | BMC Racing Team | + 1m29s  |
| 8. | Martijn Tusveld  | Giant-Alpecin   | + 1m38s  |
| 9. | Winner Anacona   | Movistar Team   | + 1m38s  |
| 10. | Jesper Hansen    | Tinkoff         | + 1m38s  |

### Etapa 4
| \| Classificação por etapas \| Classificação por etapas \| Classificação por etapas \| Classificação por etapas \| Classificação por etapas \| \| Ciclista \| Ciclista \| Equipe \| Tempo \| \| \| ------------------------ \| ------------------------ \| ------------------------ \| ------------------------ \| ------------------------ \| \| 1. \| Mark Cavendish \| Dimension Data \| 3h07m44s \| \| \| 2. \| Giacomo Nizzolo \| Trek-Segafredo \| + 0s \| \| \| 3. \| Elia Viviani \| Team Sky \| + 0s \| \| \| 4. \| Magnus Cort \| Orica-BikeExchange \| + 0s \| \| \| 5. \| Jean-Pierre Drucker \| BMC Racing Team \| + 0s \| \| \| 6. \| Ramon Sinkeldam \| Giant-Alpecin \| + 0s \| \| \| 7. \| Michael Matthews \| Orica-BikeExchange \| + 0s \| \| \| 8. \| Sacha Modolo \| Lampre-Merida \| + 0s \| \| \| 9. \| Mark Renshaw \| Dimension Data \| + 0s \| \| \| 10. \| Michal Kolář \| Tinkoff \| + 0s \| \| |                     |                    |          |
| |                     |                    |          |
| Fonte: ProCyclingStats |                     |                    |          |
| Classificação por etapas |                     |                    |          |
| Ciclista | Ciclista            | Equipe             | Tempo    |
| 1. | Mark Cavendish      | Dimension Data     | 3h07m44s |
| 2. | Giacomo Nizzolo     | Trek-Segafredo     | + 0s     |
| 3. | Elia Viviani        | Team Sky           | + 0s     |
| 4. | Magnus Cort         | Orica-BikeExchange | + 0s     |
| 5. | Jean-Pierre Drucker | BMC Racing Team    | + 0s     |
| 6. | Ramon Sinkeldam     | Giant-Alpecin      | + 0s     |
| 7. | Michael Matthews    | Orica-BikeExchange | + 0s     |
| 8. | Sacha Modolo        | Lampre-Merida      | + 0s     |
| 9. | Mark Renshaw        | Dimension Data     | + 0s     |
| 10. | Michal Kolář        | Tinkoff            | + 0s     |

## Classificação final
- As classificações finalizaram da seguinte forma:[4]

| \| Classificação geral \| Classificação geral \| Classificação geral \| Classificação geral \| Classificação geral \| \| Ciclista \| Ciclista \| Equipe \| Tempo \| \| \| ------------------- \| ------------------- \| ------------------- \| ------------------- \| ------------------- \| \| 1. \| Tanel Kangert \| Astana \| 12h27m34s \| \| \| 2. \| Nicolas Roche \| Team Sky \| + 21s \| \| \| 3. \| Diego Ulissi \| Lampre-Merida \| + 43s \| \| \| 4. \| Vincenzo Nibali \| Astana \| + 1m00s \| \| \| 5. \| Alberto Contador \| Tinkoff \| + 1m00s \| \| \| 6. \| Julien Bernard \| Trek-Segafredo \| + 1m02s \| \| \| 7. \| Ben Hermans \| BMC Racing Team \| + 1m29s \| \| \| 8. \| Martijn Tusveld \| Giant-Alpecin \| + 1m38s \| \| \| 9. \| Winner Anacona \| Movistar Team \| + 1m38s \| \| \| 10. \| Jesper Hansen \| Tinkoff \| + 1m38s \| \| |                  |                 |           |
| |                  |                 |           |
| Fontes: ProCyclingStats Cycling Quotient Cycling Archives |                  |                 |           |
| Classificação geral |                  |                 |           |
| Ciclista | Ciclista         | Equipe          | Tempo     |
| 1. | Tanel Kangert    | Astana          | 12h27m34s |
| 2. | Nicolas Roche    | Team Sky        | + 21s     |
| 3. | Diego Ulissi     | Lampre-Merida   | + 43s     |
| 4. | Vincenzo Nibali  | Astana          | + 1m00s   |
| 5. | Alberto Contador | Tinkoff         | + 1m00s   |
| 6. | Julien Bernard   | Trek-Segafredo  | + 1m02s   |
| 7. | Ben Hermans      | BMC Racing Team | + 1m29s   |
| 8. | Martijn Tusveld  | Giant-Alpecin   | + 1m38s   |
| 9. | Winner Anacona   | Movistar Team   | + 1m38s   |
| 10. | Jesper Hansen    | Tinkoff         | + 1m38s   |

## Evolução das classificações
| Etapa (Vencedor)            | Classificação geral | Classificação por pontos | Classificação dos jovens | Classificação das metas volantes |
| --------------------------- | ------------------- | ------------------------ | ------------------------ | -------------------------------- |
| 1.ª etapa (Giacomo Nizzolo) | Giacomo Nizzolo     | Giacomo Nizzolo          | Dion Smith               | Jens Keukeleire                  |
| 2.ª etapa (Mark Cavendish)  | Mark Cavendish      | Mark Cavendish           | Dion Smith               | Jens Keukeleire                  |
| 3.ª etapa (Tanel Kangert)   | Tanel Kangert       | Mark Cavendish           | Julien Bernard           | Jens Keukeleire                  |
| 4.ª etapa (Mark Cavendish)  | Tanel Kangert       | Mark Cavendish           | Julien Bernard           | Jens Keukeleire                  |
| Classificação final         | Tanel Kangert       | Mark Cavendish           | Dion Smith               | Jens Keukeleire                  |

## UCI Asia Tour
O Tour de Abu Dhabi outorga pontos para o UCI Asia Tour de 2016, para corredores de equipas nas categorias UCI ProTeam, Profissional Continental e Equipas Continentais. A seguinte tabela corresponde ao barómetro de pontuação:
| Posição   | 1.º | 2.º | 3.º | 4.º | 5.º | 6.º | 7.º | 8.º | 9.º | 10.º | 11.º | 12.º | 13.º | 14.º | 15.º | 16.º-30.º | 31.º-40.º |
| Pontuação | 200 | 150 | 125 | 100 | 85  | 70  | 60  | 50  | 40  | 35   | 30   | 25   | 20   | 15   | 10   | 5         | 3         |

| Classificação | Classificação | Classificação | Classificação |
| Posição       | Ciclista      | Equipa        | Pontos        |
| ------------- | ------------- | ------------- | ------------- |
| 1.º           |               |               | 200           |
| 2.º           |               |               | 150           |
| 3.º           |               |               | 125           |
| 4.º           |               |               | 100           |
| 5.º           |               |               | 85            |
| 6.º           |               |               | 70            |
| 7.º           |               |               | 60            |
| 8.º           |               |               | 50            |
| 9.º           |               |               | 40            |
| 10.º          |               |               | 35            |

Ademais, também outorgou pontos para o UCI World Ranking (classificação global de todas as carreiras internacionais).
| Posição             | 1º  | 2º  | 3º  | 4º  | 5º | 6º | 7º | 8º | 9º | 10º |
| Classificação geral | 200 | 150 | 125 | 100 | 85 | 70 | 60 | 50 | 40 | 35  |
| Por etapa           | 20  | 10  | 5   |     |    |    |    |    |    |     |
| Líder               | 5   |     |     |     |    |    |    |    |    |     |

| Classificação | Classificação | Classificação | Classificação | Classificação | Classificação | Classificação |
| Posição       | Ciclista      | Equipa        | Geral         | Etapa         | Líder         | Total         |
| ------------- | ------------- | ------------- | ------------- | ------------- | ------------- | ------------- |
| 1.º           |               |               | 200           |               |               |               |
| 2.º           |               |               | 150           |               |               |               |
| 3.º           |               |               | 125           |               |               |               |
| 4.º           |               |               | 100           |               |               |               |
| 5.º           |               |               | 85            |               |               |               |
| 6.º           |               |               | 70            |               |               |               |
| 7.º           |               |               | 60            |               |               |               |
| 8.º           |               |               | 50            |               |               |               |
| 9.º           |               |               | 40            |               |               |               |
| 10.º          |               |               | 35            |               |               |               |